# Schloss Furth im Wald

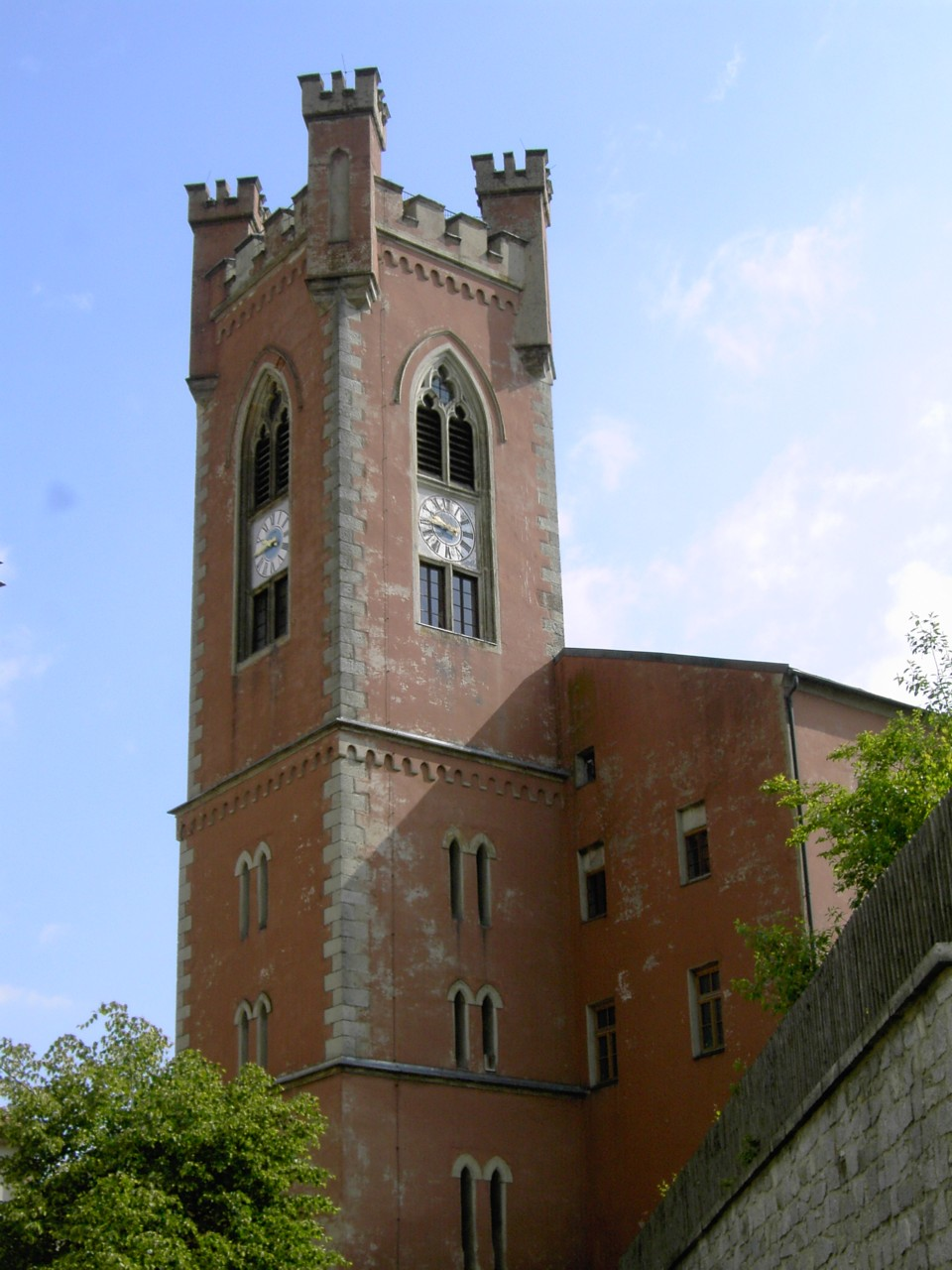
Stadtturm der Stadt Furth im Wald

Die nur mehr in Resten erhaltene Anlage von Schloss Furth im Wald befindet sich in der gleichnamigen Oberpfälzer Stadt Furth im Wald im Landkreis Cham von Bayern (Schlossplatz). Das Schloss stand im Südosten der Oberstadt nahe dem Steilabfall des Stadthügels nach Osten bzw. nach Süden. Die Anlage ist unter der Aktennummer E-3-72-126-3 als denkmalgeschütztes Ensemble verzeichnet. „Archäologische Befunde im Bereich des ehem. Pflegschlosses in Furth im Wald, zuvor mittelalterliche Burg“ werden zudem als Bodendenkmal unter der Aktennummer D-3-6643-0006 geführt.

## Geschichte
Der Name des Ortes lässt sich leicht von einer Furt über die kalte Pastritz ableiten. Hier trafen verschiedene Altstraßen zusammen, einmal die, die von Nürnberg bzw. Regensburg über Cham weiter nach Böhmen verlief, aber ebenso die von Straubing über Kötzting in die Stadt führende Straße. Die erste Erwähnung des Ortes villa Uurte stammt vom 9. April 1086, als Kaiser Heinrich IV. diesen und weitere Güter in der Mark Cham dem Regensburger Domvogt Friedrich II. schenkt. Für diese Zeit fehlt der Nachweis einer Wehranlage, obwohl die Anlage einer Burg durch die Grafen von Bogen des Öfteren angenommen wird. Furth kam nach dem Aussterben der Bogener Grafen 1242 an die Wittelsbacher und wurde dem Landgericht Eschlkam zugeschlagen. Die Nennung einer Zollstelle im Urbar des Viztumamtes Straubing stammt von 1301. In der Folgezeit wird die ehemalige Straßensiedlung auf den Hügel verlegt; 1332 wird Furth zur Stadt erhoben. Furth gelangte 1340 durch Kaiser Ludwig der Bayer infolge der Wiedervereinigung des gesamten bayerischen Herzogtums von Niederbayern an das Herzogtum Oberbayern. Zusammen mit dem Landgericht Eschlkam wurde Furth 1352 an die Pfälzer Wittelsbacher verpfändet, nach der Wiedereinlösung 1361 blieb Furth bis 1425 in den Händen der Linie Niederbayern-Straubing-Holland.
Damals dürfte in Furth am Schlossplatz vielleicht ein Wartturm gestanden haben, der aber in einem Zusammenhang mit einem bewehrten Friedhof zu sehen ist. 1424 werden zwei Schützen auf den Kirchhof gein furtt geschickt. Bereits bei der Stadtrechtsbestätigung von 1450 wird auf erlittene Schäden durch die Böhmen verwiesen. Die seit Ende des 14. Jahrhunderts bezeugte Kirche war von einer trapezoiden Ringmauer umschlossen und zum Teil mit Wall und Graben gesichert. Vermutlich war sie durch zwei Toranlagen erreichbar. Im Zuge der Hussitenkriege wurde die Stadt 1421 und dann in den Folgejahren immer wieder stark in Mitleidenschaft gezogen. 1434 sollen sich mehrere Dienstleute des böhmischen Ritters Ratzko von Riesenberg im Kirchhof nach einem Überfall auf den Ritter Martin Lengfelder zu Pützenfels verschanzt haben. 1449 schlugen der Vizedom von Straubing, Dietrich von Stauff zu Ehrenfels, und der Rentmeister Heinrich Vinder vor, den Kirchhof zu einem Bollwerk auszubauen und mit zwölf Schützen zu besetzen. Dabei sollte Erasmus Sattelboger als Pfleger hier seinen Sitz nehmen. Allerdings kam der Sattelboger diesem Vorschlag nicht nach und 1450 erlitt Furth erneut eine Brandzerstörung im Rahmen einer Fehde.
Die Entstehung der Burg, des späteren Pflegerschlosses, lässt sich erst ab Mitte des 15. Jahrhunderts erfassen. Damals war Furth von 1451 bis 1465 im Besitz des böhmischen Adeligen Přibik von Klenau. Dieser hielt sich aber nicht unbedingt an die mit Herzog Albrecht III. getroffenen Entscheidungen und verweigerte 1461 nach dessen Tod die Erbhuldigung gegenüber seinen Söhnen. Dennoch erhielt er von herzoglicher Seite Unterstützung für den Bau der Burg. Ebenso kommt dies durch die nach Přibiks Tod ausgestellte Übereignungsurkunde vom 7. April 1465 an den Erbhofmeister Hans von Degenberg zum Ausdruck. Hier heißt es: auf sein aigen gellt und gut ain Geschloß zu pawen, das dem Herzog offen stehen sollte. Da dieser Degenberger eine führende Rolle im Böcklerkrieg spielte, wurden seine Güter 1468/69 eingezogen und der Bau wurde unter dem neu eingesetzten Pfleger Ratzko von Rayol zügig weitergeführt, da Furth der Sitz der Hauptmannschaft vor dem Wald werden sollte. Um 1470 dürfte die Anlage weitgehend fertiggestellt gewesen sein, worauf ein im Torbau ehemals vermauerter Datumsstein verweist. Seit 1473 ist Jörg von Egloffstein als Hauptmann vorm Wald und als Pfleger hier installiert. Die Pfleger dürften aber noch in den Gebäuden im Wehrfriedhof von Furth gewohnt haben, denn im Bestallungsbrief des Jan von Wesselyn von 1475 heißt es, dass dieser in den Kirchhof zu Furtt häuslichen sitzen soll. Ab 1485 ist als Pfleger ein Michlspeck belegt. Aus diesem Jahr stammt auch der erste Hinweis auf eine Schlosskapelle.
Ob Furth im Landshuter Erbfolgekrieg tangiert wurde, ist unsicher. Furth gehörte damals zum Landgericht Kötzting. Bei der Bestallung des Pflegers Siegmund von Seiboldtsdorf vom 30. August 1510 wird die Burg bzw. das Schloss explizit als Sitz des Pflegers bezeichnet. Im 16. Jahrhundert nahm Furth einen bedeutsamen wirtschaftlichen Aufschwung, welcher dem Wirken der beiden Hauptmänner Jörg Pfeil (1520–1555) und Wolf Pfeil (1555–1582) zu verdanken ist. Diese dürften auch den Ausbau des Pflegschlosses weiter vorangetrieben haben.

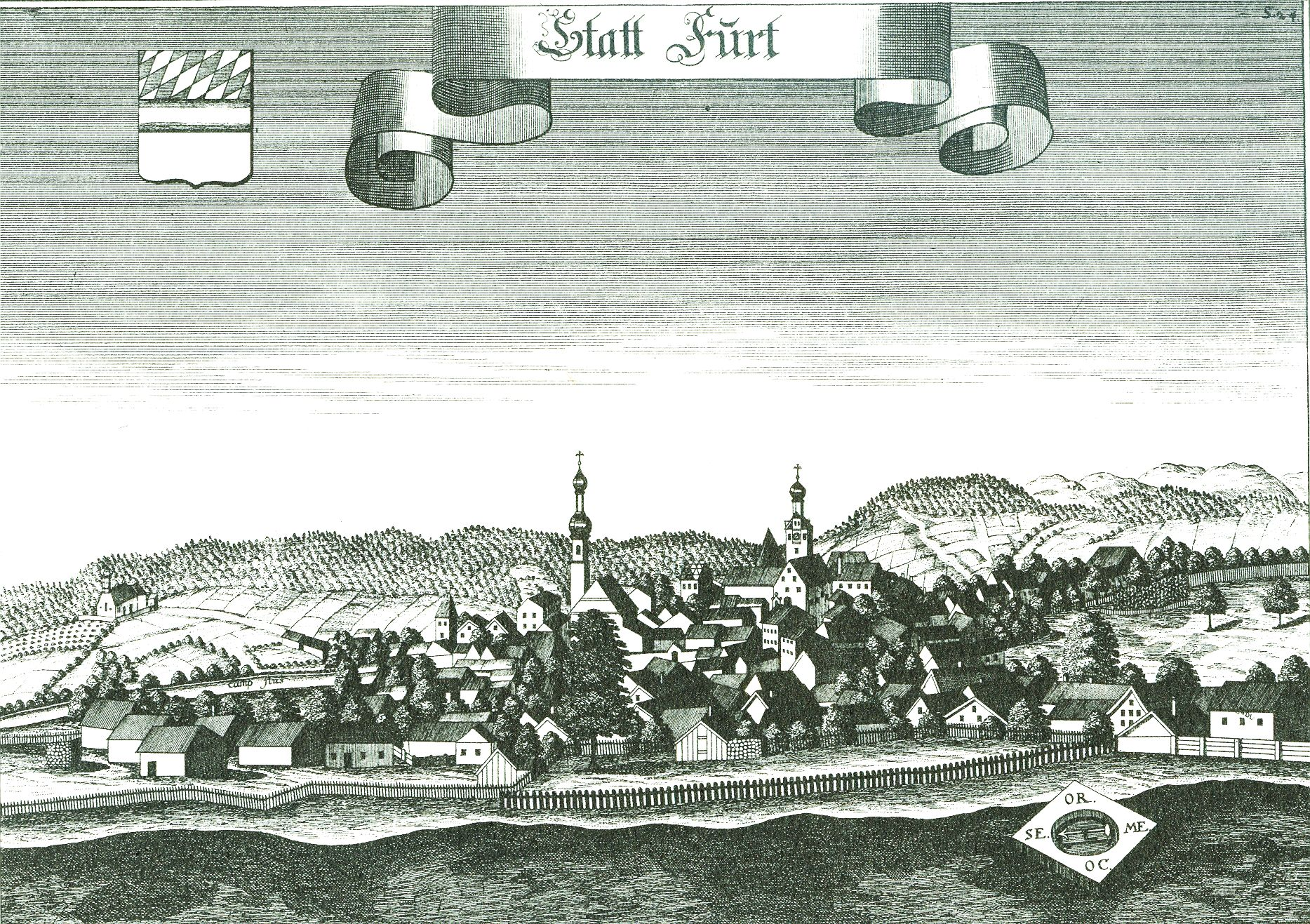
Ansicht von Furth im Wald nach einem Stich von Michael Wening von 1726

In der Zeit vor dem Dreißigjährigen Krieg scheint die Anlage verwahrlost gewesen zu sein. Dies beklagt 1607 der Pfleger Paulus Pirk und 1614 schreibt der Grenzhauptmann Matthias Rosenhammer, dass der Zwinger mit Vieställen verpaut sei. Geplante Baumaßnahmen, z. B. ein 1619 angedachter sechseckiger Bastionenkranz wegen der angespannten politischen Lage zur Verbesserung der Verteidigungsfähigkeit, unterblieben. So war es 1633 während des Dreißigjährigen Krieges für die Schweden relativ leicht, das Schloss nach zwölftägiger Belagerung zu erobern. Dabei entstanden Schäden an dem Schloss. 1641 wurden durch eine erneute Beschießung der Zwinger, der Lärmerturm und das Vorwerk besonders stark in Mitleidenschaft gezogen. Ein Wiederaufbau von Stadt und Schloss wurde bereits 1645/46 geplant, zog sich aber bis zum Ende des 17. Jahrhunderts hin. Dabei wurden das Vorwerk, die äußere Ummauerung und die äußeren Gräben aufgegeben. Trotzdem verblieb die Anlage weiterhin wehrhaft. Der Torturm wurde mit einem neuen Dachreiter mit Zwiebelhaube versehen und das Schloss nach Süden bis an die Zwingmauer erweitert.
Während des Spanischen Erbfolgekriegs wird die Stadt im August 1703 erobert. Der Pflegersitz selbst wird aber weiterhin als feines Schloß bezeichnet. Auch nach dem Stich von Michael Wening von 1726 erscheint das Schloss noch als wehrhaft mit allen Türmen und der Ringmauer. Auch während des Österreichischen Erbfolgekrieges 1740–1745 kam das Schloss nicht zu Schaden. Das Gebäude diente weiterhin als Sitz des Pflegamtes, verwahrloste aber zunehmend.
1797 wurde das Pflegamt aufgehoben und 1810 alle Baulichkeiten an private Interessenten versteigert. Die nördliche Zwingermauer mit den Türmen war damals bereits abgetragen. Nach 1830 gab es Bemühungen, die Gebäude wieder einer öffentlichen Nutzung zuzuführen, nicht zuletzt um deren Verfall aufzuhalten. Am 29. Juni 1863 wurde die Anlage Opfer des großen Stadtbrandes und dann teils abgerissen und nicht mehr wieder aufgebaut.

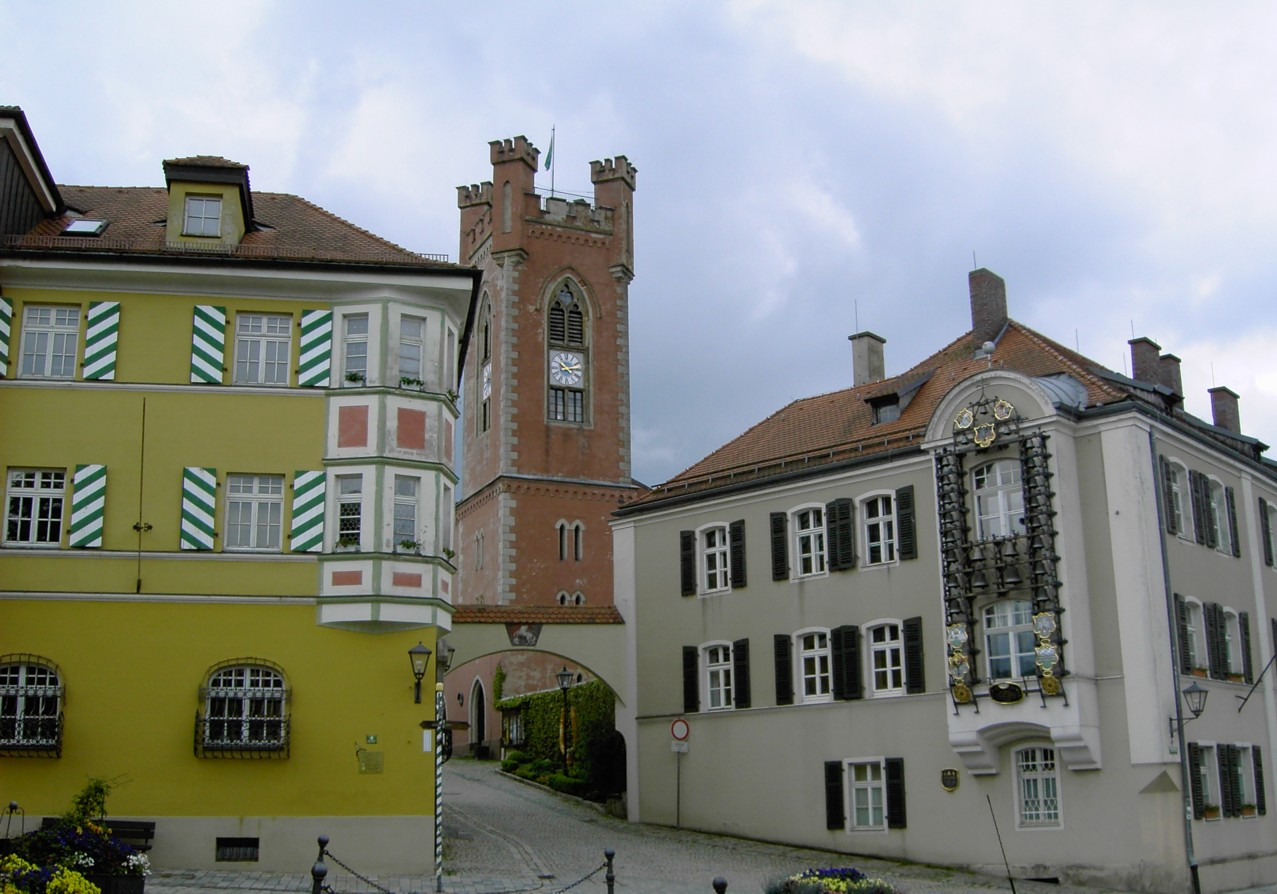
Stadtturm und Amtsgericht (rechts) von Furth im Wald

## Schloss Furth im Wald einst und jetzt
Die Anlage des Schlosses nahm den ganzen Bereich der erhöhten Kuppe im Südosten des Stadthügels ein und wurde von einer ovalen Ringmauer umschlossen; dieser vorgelagert war eine Zwingmauer mit einem gedeckten Wehrgang, ein ausgemauerter Graben sowie ein von Palisaden gekrönter Wall. Die Anlage besaß mehrere Türme. Der größere davon war der sogenannte Lärmerturm, der im Obergeschoss mehrere Schlüsselscharten aufwies. Dieser war mit einer Hurde versehen und mit drei kleinen Geschützen ausgestattet. Dem viergeschossigen Torturm mit steilem Pyramidendach und einer rundbogigen Durchfahrt war ein zweigeschossiges Torhaus mit Satteldach vorgesetzt. Dieses war über eine Zugbrücke erreichbar. Auf der anderen Seite des Grabens stand eine Barbakane mit geschlossenem Wehrgang und teils mit Zinnen versehen; diese schloss an die Ringmauer an. Die Nordseite der Zwingermauer flankierten der Storchen- und der Pulverturm, die Südseite ein unbenannter Schalen- und der Luntenturm.
Entlang der südlichen Ringmauer erstreckte sich das zweigeschossige Pflegschloss. Es besaß ein steiles Satteldach und konnte durch ein spitzbogiges Portal betreten werden. In baulichem Zusammenhang stand auch die Schlosskapelle. Im Hof befand sich ein bis um 1800 intakter Brunnenschacht von 33 m Tiefe. Dieser wurde 2001 wieder aufgedeckt und wieder geöffnet. Dieser gemauerte Schacht führt ab 4 m Tiefe Wasser. Zu der Anlage gehörte von Anfang an ein Wirtschaftshof, Bauhof genannt. Dieser ist ab 1607 als Pauhof in der Stat erstmals belegt. Der Schlossbauer hatte die Aufgabe die Familie des Pflegers und die Bediensteten mit Lebensmitteln und landwirtschaftlichen Produkten zu versorgen.
Der Weg zum Schlossplatz führt vom Stadtplatz aus vorbei am Amtsgerichtsgebäude auf den Berg. Das Amtsgericht wurde 1862 erbaut. Der Torturm selbst wurde beim Stadtbrand von 1863 stark beschädigt. Südlich des abgebrochenen Torturms entstand seitlich nur versetzt der 1865 errichtete neogotische Stadtturm, der mit einem Zinnenkranz und Ecktürmchen versehen ist, als neues Wahrzeichen der Stadt. Östlich davon wurde aus dem Abbruchmaterial des herzoglichen Pflegerschlosses das Spital erbaut, das ab 1883 die Mädchenschule beherbergte und seit 1973 als Museum dient. Südlich davon waren noch lange Zeit die Reste des Walls und des Grabens erhalten, die aber 1981 dem Bau einer Tiefgarage wichen.
Der zweite Zugang zum Schlossplatz führt von Osten her und wurde erst 1863 angelegt. Hier steht der letzte noch erhaltene Wehrturm der Burg, der sagenumwobene Lärmerturm. Dieser bis nach 1900 in originalem Zustand erhaltene Turm ist durch seine Nutzung für Wohnungen (Fenstereinbauten) verändert worden, ebenso sein Inneres. Erhalten blieb im Untergeschoss nur der als Verlies bezeichnete Raum, ausgestattet mit einem sog. „Angstloch“ in seinem Gewölbescheitel, durch das vor Jahrhunderten die Gefangenen in den tiefen Keller hinabgelassen wurden.
An der Nordseite des Schlossplatzes haben sich in der im Bogen verlaufenen Bebauung noch Teile der spätmittelalterlichen Wirtschaftsgebäude erhalten.